# Марібланка Сабас Алома
Марібланка Сабас Алома (ісп. Mariblanca Sabas Alomá; 10 лютого 1901 — 19 липня 1983) — кубинська феміністка, журналістка, письменниця та поетеса. У своїх творах відстоювала права жінок, особливо право голосу. Політична активістка, перша жінка в кубинському уряді, ставши 1949 року міністеркою без портфеля у кабінетах при Рамоні Грау Сан-Мартіні та Карлосі Пріо Сокаррасі. За ліві та феміністичні погляди отримала прізвисько «Червона феміністка» (Feminista Roja).

## Життєпис
Народилася в Сантьяго-де-Куба 1901 року. Її батьками були Франсіско Сабас Кастільйо та Белен Алома Сіарлос, які брали участь у боротьбі за незалежність Куби. 1919 року, після смерті батьків, перебралася до столиці для здобуття освіти. Потім навчалася в Гаванському університеті, Колумбійському університеті та Університеті Пуерто-Рико.
Журналістську діяльність розпочала 1918 року в рідному місті, надсилаючи твори до El Cubano Libre та Diario de Cuba. Її вірші виграли дві золоті медалі 1923 року на фестивалі Квіткові ігри (Jocs Florales) у Сантьяго-де-Куба.
Засновниця Мінористської групи, також очолювала Суфражистську демократичну партію, співпрацювала в організації Першого національного жіночого конгресу 1923 року, дебатувала в публічних дискусіях, разом із Хуліо Антоніо Мельєю брала участь у створенні Народного університету імені Хосе Марті, входила до Антиімперіалістичної ліги, Антиклерикальної ліги, Руху ветеранів і патріотів, який очолював Рубен Мартінес Вільєна. Була членкинею Клубу кубинських жінок — однієї з найпрестижніших організацій такого роду.
Заснувала журнал Astral (1922) і була редакторкою La Mujer, вела колонки в лівих періодичних виданнях Social і Carteles. Після роботи в кількох газетах і журналах у період від 1924 до 1927 року зробила перерву в журналістській кар'єрі, щоб продовжити вивчення мистецтва та літератури в Мексиці, в Колумбійському університеті та в Університеті Пуерто-Рико.
Після повернення до Гавани регулярно писала, переважно для Carteles (1927—1930 і 1938—1942), але також для El País, Excelsior (1938—1940), Avance (1940—1946) та El Mundo (1961—1968). Її художні та публіцистичні твори бичували буржуазію та тяготи, які та приносила трудящій більшості жінок. Також виступала проти стереотипів про феміністок, захищала наготу, відкидала елітарність і виступала за радикальний перегляд категорій мужності та жіночності. Водночас, 1928 року написала серію гомофобних статей про жіночу гомосексуальність, назвавши лесбійство соціальною хворобою.
Сабас Алому вважають передвісницею сучасного фемінізму не лише за її діяльність (вона виступала за просування емансипації жінок у школах, інститутах та на робочих місцях), а й за її теоретичне обґрунтування, особливо в книзі 1930 року «Фемінізм» (Feminismo — Cuestiones Sociales — Critica Literarea), у якій вона відстоювала тезу про те, що головним ворогом жінки виступає вона сама, оскільки відтворює чоловіче панування та виключення своєї статі зі суспільного життя.
Брала участь у різних конференціях за кордоном, була знайома та брала інтерв'ю з Габрієлою Містраль, Індірою Ганді та Елеонорою Рузвельт. Деякі з її авангардних віршів увійшли до антології «Поезія на Кубі в 1936 році», що вийшла наступного року з передмовою Хуана Рамона Хіменеса.
«Вважаю за честь бути затриманою за боротьбу за благо моєї країни. Тоді у в'язниці опинилися одні з найкращих людей, тож я була в хорошій компанії» (1949)
1938 року за її участі в її будинку на вулиці Нептуно в Гавані засновано Спілку письменників та художників Куби (UEAC) — попередницю нинішньої Спілки письменників та художників Куби (UNEAC). Обіймала посаду скарбника новоствореної організації.
1940 року була депутаткою Установчих зборів. Наприкінці 1948 року її названо міністром — без портфеля — в урядових кабінетах Рамона Грау Сан-Мартіна та Карлоса Пріо Сокарраса; обіймала посади до державного перевороту 10 березня 1952 року. Після того, як диктатор Фульхенсіо Батіста захопив владу, висловлювала симпатію до революційного руху, за що її кілька разів затримували, а деякі ЗМІ припинили її друкувати.
1958 року вийшла на пенсію. Вітала перемогу Кубинської революції 1959 року і брала активну участь у подальших соціальних і політичних перетвореннях: була серед засновників Національно-революційних ополчень, Комітетів захисту революції та Федерації кубинських жінок. 1961 року була заступницею координатора Революційного фронту журналістики Гавани, а 1962 року як делегатка брала участь у створенні UNEAC.
1950 року отримала Великий хрест ордена Карлоса Мануеля де Сеспедеса. 1966 року відзначена журналістською премією від Профспілкового центру трудящих Куби за кращу роботу про збирання цукру.